# Patinatge artístic als Jocs Olímpics d'Hivern de 1928 - Individual femení
En els Jocs Olímpics d'Hivern de 1928 celebrats a Sankt Moritz (Suïssa) es realitzà una competició de patinatge artístic sobre gel en categoria femenina, que unida a la competició masculina i per parelles conformà la totalitat del programa oficial del patinatge artístic als Jocs Olímpics d'hivern de 1928.
La competició se celebrà entre els dies 16 i 18 de febrer a les instal·lacions de Sankt Moritz.

## Comitès participants
Hi participaren un total de 20 patinadores de 7 comitès nacionals diferents.
| - Alemanya (4) - Àustria (4) - Canadà (2) - Estats Units (3) |  | - França (2) - Noruega (4) - Suïssa (1) |

## Resum de medalles
| Prova      | Or          | Argent        | Bronze           |
| Individual | Sonja Henie | Fritzi Burger | Beatrix Loughran |

## Resultats
La noruega Sonja Henie, que havia finalitzat en vuitena posició en l'edició anterior, aconseguí l'or, un metall que repeteria en les dues següents olimpíades. Beatrix Loughran aconseguí la medalla de bronze després d'haver obtingut la medalla de plata en l'edició de 1924.
| Lloc | Patinadora              | Punts | Marcador |
| ---- | ----------------------- | ----- | -------- |
| 1    | Sonja Henie             | 8     | 2452.25  |
| 2    | Fritzi Burger           | 25    | 2248.50  |
| 3    | Beatrix Loughran        | 28    | 2254.52  |
| 4    | Maribel Vinson          | 32    | 2224.50  |
| 5    | Cecil Smith             | 32    | 2213.75  |
| 6    | Constance Wilson-Samuel | 35    | 2173.00  |
| 7    | Melitta Brunner         | 48    | 2087.50  |
| 8    | Ilse Hornung            | 54    | 2050.75  |
| 9    | Ellen Brockhöft         | 67    | 2003.00  |
| 10   | Theresa Blanchard       | 77    | 1970.25  |
| 11   | Andrée Joly             | 86    | 1910.00  |
| 12   | Margrit Bernhardt       | 91    | 1890.00  |
| 13   | Edel Randem             | 94    | 1880.75  |
| 14   | Kathleen Shaw           | 95    | 1900.00  |
| 15   | Else Flebbe             | 103   | 1833.50  |
| 16   | Karen Simensen          | 103   | 1811.75  |
| 17   | Grete Kubitschek        | 110   | 1778:50  |
| 18   | Elly Winter             | 110   | 1765.75  |
| 19   | Elvira Barbey           | 125   | 1648.75  |
| 20   | Anita de St. Quentin    | 140   | 1114.25  |